# Senio e Ascanio

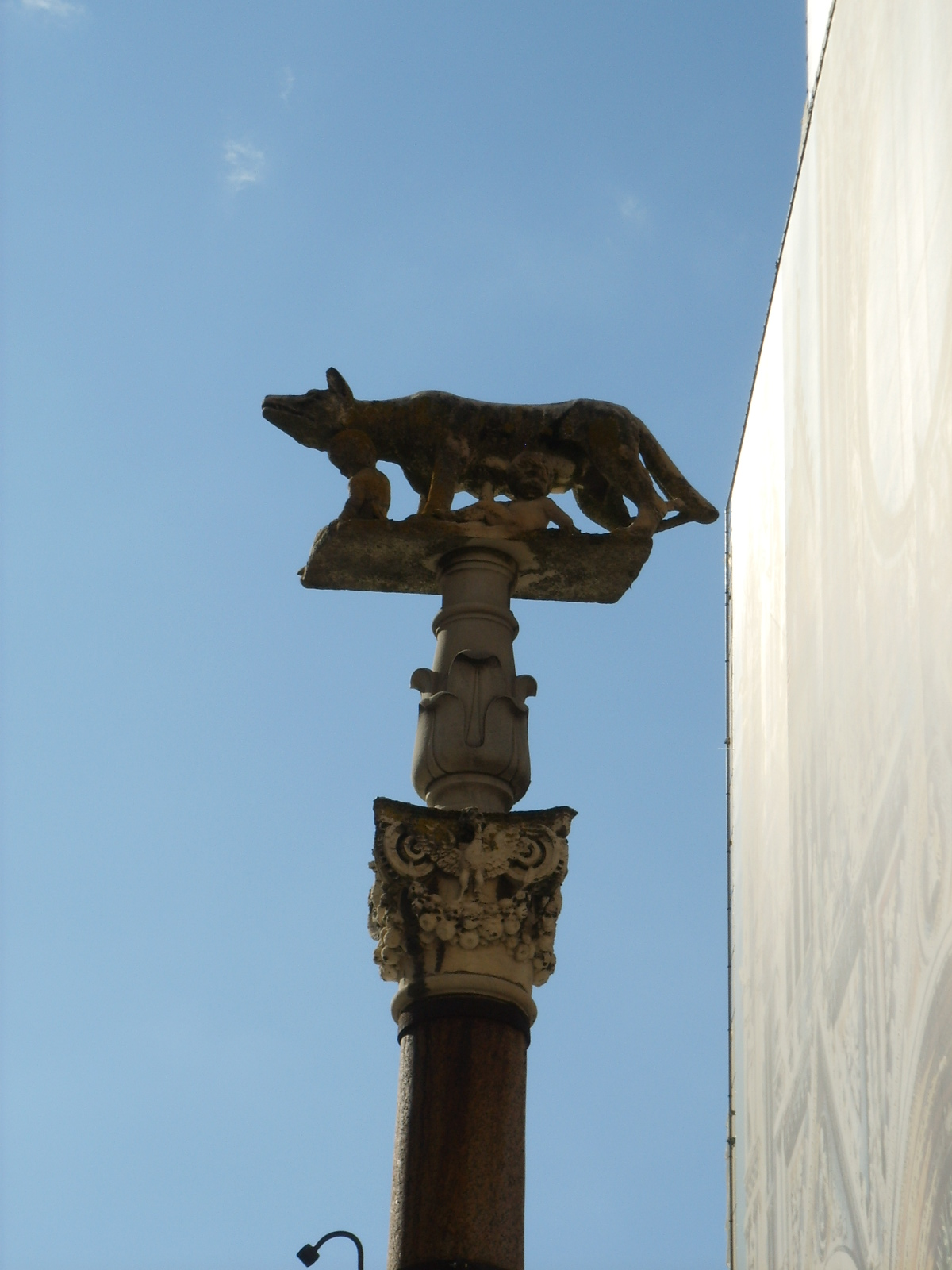
La Lupa senese in piazza Duomo

I gemelli Senio (o Seno) e Ascanio (o Aschio) erano, secondo la leggenda altomedievale senese, i figli di Remo, gemello di Romolo. La leggenda vuole che i due fratelli siano scappati al di là del Tevere per sfuggire allo zio, che, dopo il fratello, avrebbe voluto uccidere anche i nipoti. Inizialmente si sarebbero diretti verso il tempio del dio Giano, nella zona dell'odierno Gianicolo. Sarebbero poi fuggiti da Roma e scappati a nord verso l'Etruria, dove avrebbero fondato la città di Siena, portandosi dietro il simbolo della Lupa capitolina, che per questo motivo è divenuta il simbolo di Siena come Lupa senese. I due fratelli fondarono inizialmente tre fortificazioni sui tre colli che avrebbero poi in seguito formato la città, per potersi difendere dall'assedio di Montorio e Camelio, emissari mandati da Roma dallo zio Romolo.
Il nome di Siena deriverebbe da Senio, mentre il fratello avrebbe dato nome al vicino centro di Asciano.